# Witvleugelrupsvogel
De witvleugelrupsvogel (Edolisoma ostentum synoniem: Coracina ostenta) is een rupsvogel die endemisch is op de Filipijnen.

## Kenmerken
De witvleugelrupsvogel is een vrij grote rupsvogel van 25 cm lengte (inclusief staart). Net als de andere rupsvogels is deze vogel grijs, wit en zwart gekleurd. Het mannetje is zwart op de kop (oogstreek en keel) en bovenste deel van de borst. Verder is de vogel grijs, donkergrijs op de kruin en op de rug en stuit lichter grijs. De staart is zwart met een smalle witte rand. Kenmerkend zijn de zwarte bovenvleugels met een brede witte band. De buik is lichtgrijs en wordt naar de poten toe geleidelijk lichter. De ondervleugel en de onderkant van de staart zijn wit. Het vrouwtje is meer grijs dan zwart op de kop. Beide geslachten hebben een zwarte snavel en poten en donkerbruine ogen.

## Verspreiding en leefgebied
De vogel komt voor op de eilanden Negros en Panay. Op Guimaras is hij waarschijnlijk verdwenen. Het is een vogel van ongerept tropisch bos, meestal laaglandbos onder de 1000 m boven de zeespiegel, maar soms tot 2000 m. De vogel komt ook voor in secundair bos, maar in lagere dichtheden. De witvleugelrupsvogel houdt zich vooral op in de bladerkronen van grote bomen.

## Status
De grootte van de populatie is in 2016 geschat op 6000-15.000 volwassen vogels. Op de eilanden Negros en Panay is nog maar 4-8% van het oppervlak bebost (in 1988). Het kappen van grote bomen uit het tropisch bos is een bedreiging voor deze endemische soort. Daarom staat de witvleugelrupsvogel als kwetsbaar op de Rode Lijst van de IUCN.